# Stadsmon
Stadsmon är en stadsdel i Sundsvall som ursprungligen växte upp andra halvan av 1800-talet som en helt oplanerad bebyggelse i utkanten av Sundsvall.
Stadsmons trähusbebyggelse undslapp Sundsvallsbranden 1888 då området på denna tid ännu låg några kilometer utanför staden.
1893 antogs staden en klassisk stadsplan med ett rutnätsplan för ett område som inkluderade Stadsmon. Då planen skulle inneburit en rivning av i stort sett all bebyggelse i Stadsmon så blev genomförandet i området alltför kostsam för staden. Planen genomfördes därför bara för det i stort sett obebyggda området kring Stadsmon där stadsdelen Östermalm anlades, till vilket stadsmon ibland också räknas.
1923 antogs en ny stadsplan där Stadsmon fick behålla sin karaktär och undslapp omdaning.